# Свинарник

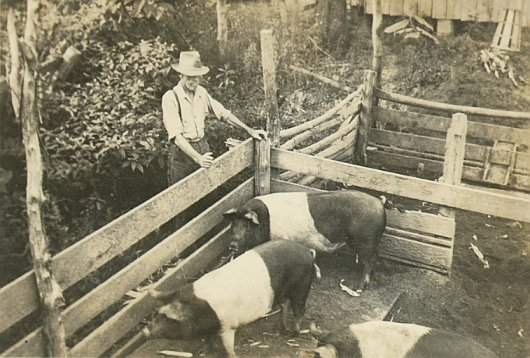
Загон для свиней на семейной ферме с гемпширскими свиньями

Свина́рник — ферма, одиночное сооружение для выращивания и откорма свиней.

## Описание
В свинарниках, как правило, присутствуют области с грязью. Есть три причины, по которым свиньи, преимущественно чистые животные, создают такие условия жизни:
- Свиньи очень прожорливы и съедают все растения в своём загоне, так что не остаётся ничего, что бы удерживало почву.
- Свиньи — роющие животные и они будут пытаться добывать еду в земле, продолжая нарушать почву.
- У свиней нет потовых желёз, потому они должны быть обеспечены водой и грязью, чтобы регулировать температуру собственного тела.

Крупные сооружения для разведения свиней обычно называют свинофермами. В отличие от свинарников, которые зачастую можно найти на смешанных фермах, свинофермы являются специализированными предприятиями.

## Семейные свинофермы
Частные свинофермы представляют собой небольшие сооружения в системе свиноводства и существенно отличаются от современных американских свиноферм. В современных свинокомплексах США в среднем выращивается от 2000 голов, а на крупных свинофермах до 10 тысяч. На частных фермах свиней стали разводить с начала 1900-х годов, хотя свиноводство в то время ещё не начинало развиваться.